# (12603) Tanchunghee
(12603) Tanchunghee (1999 RF184) – planetoida z pasa głównego asteroid okrążająca Słońce w ciągu 3,63 lat w średniej odległości 2,36 j.a. Odkryta 9 września 1999 roku.